# کفه‌ها و استخرهای شور

مانداب شور که کفه‌ها و استخرهای شور را در هنگام جزر، جزر بالا و پایین و مد بالا و بسیار بالا نشان می‌دهد.

کفه‌ها و استخرهای شور (به انگلیسی: Salt pannes and pools) فرورفتگی‌های نگهدارنده آب هستند که در داخل مانداب‌های شور و لب‌شور قرار دارند. استخرها تمایل دارند تا در طول ماه‌های تابستان بین جزر و مد آب را حفظ کنند، در حالی که کفه‌ها معمولاً این کار را نمی‌کنند. کفه‌های شور معمولاً زمانی آغاز می‌شوند که یک کفه از زباله‌های آلی (معروف به wrack) بر روی پوشش گیاهی موجود رسوب می‌کند و آن را از بین می‌برد. این یک پسرفت جزئی در پوشش گیاهی پیرامونی ایجاد می‌کند که آب را برای دوره‌های زمانی مختلف نگه می‌دارد. پس از چرخه‌های متوالی طغیان و تبخیر، کفه شوری بیشتری نسبت به حجم بزرگتر آب ایجاد می‌کند. این افزایش شوری، نوع گیاهان و جانوران را که می‌توانند در کفه رشد کنند، تعیین می‌کند. استخرهای شور نیز سازندهای ثانویه هستند، اگرچه سازوکار (های) دقیق تشکیل به خوبی شناخته نشده است. برخی پیش‌بینی کرده‌اند که در آینده به دلیل بالا آمدن سطح دریا، اندازه و فراوانی آنها افزایش خواهد یافت.
کفه‌های و استخرهای نمکی زیستگاه‌های بی‌نظیری هستند که توسط گونه‌های مختلف شورپسند، گیاهان اعماق دریا و موجودات دریایی مختلف در دهانه رودخانه چیره هستند.

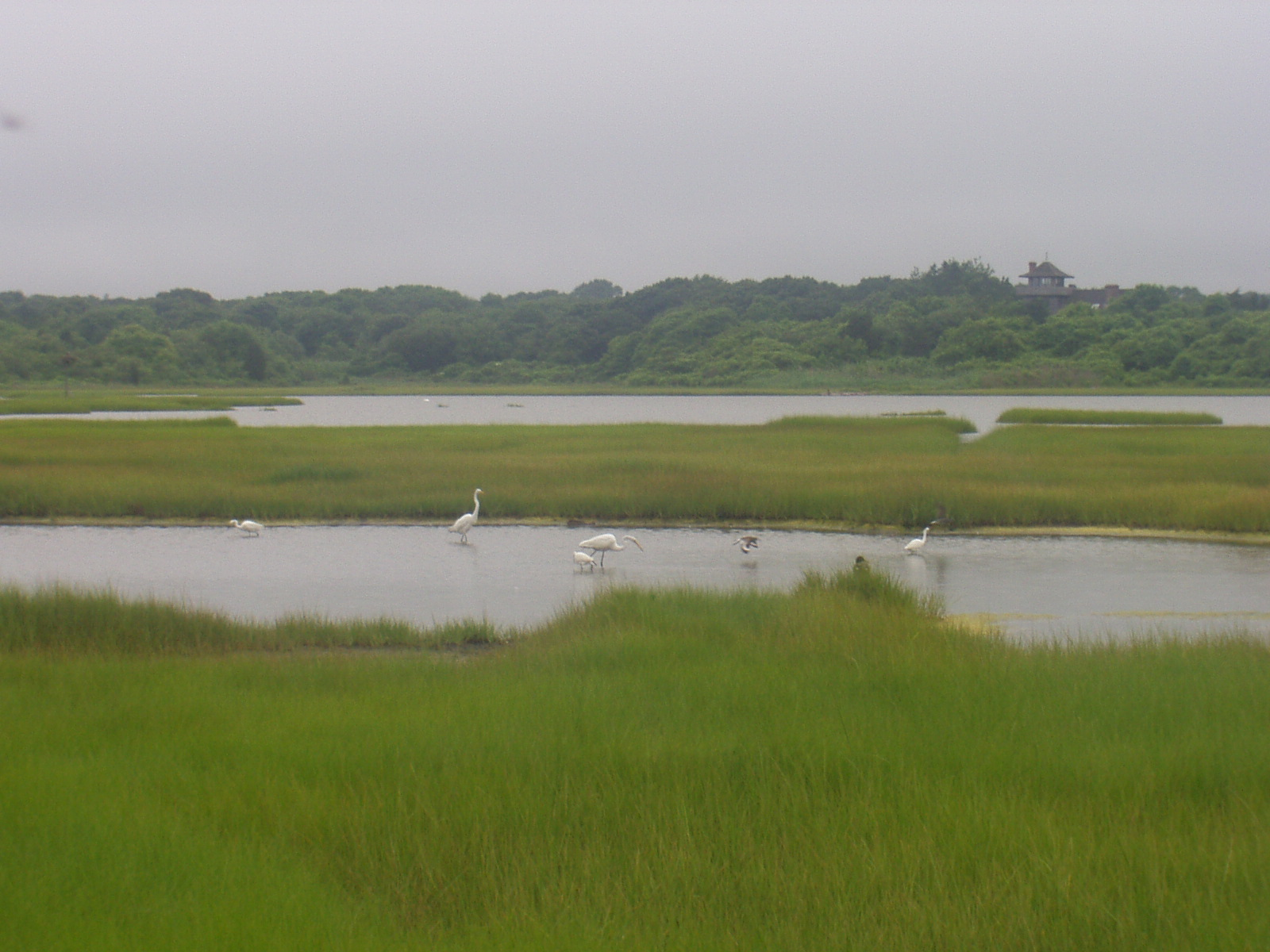
مانداب شور نشان‌دهنده علف نرم Spartina alterniflora، گونه غالب شورپسند در ناحیه میان‌کشندی و اگرت‌هاییی که در یک استخر کشندی تغذیه می‌کنند.

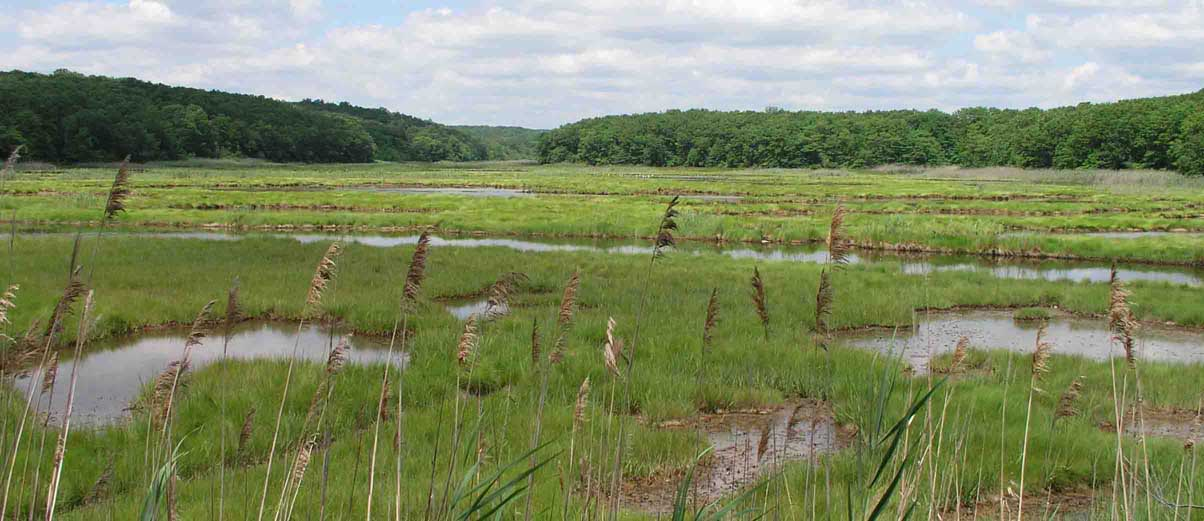
مانداب شور که کفه‌ها و برکه‌های نمکی، spartina alternifolia و phragmites communis مهاجم را در پیش‌زمینه نشان می‌دهد.